# Mystaria irmatrix
Mystaria irmatrix (Lewis & Dippenaar-Schoeman, 2014) è un ragno appartenente alla famiglia Thomisidae.

## Etimologia
Il nome proprio della specie deriva dal nome comune Irma, madre del primo descrittore di questa specie

## Caratteristiche
Negli esemplari femminili rinvenuti la lunghezza totale è di 3,15-4,14 mm; la lunghezza del cefalotorace è di 1,06-1,46 mm e la sua larghezza è di 1,05-1,34 mm
Negli esemplari maschili rinvenuti la lunghezza totale è di 2,50-3,13 mm; la lunghezza del cefalotorace è di 1,12-1,34 mm e la sua larghezza è di 0,96-1,20 mm

## Distribuzione
La specie è stata reperita in Mozambico e nel Sudafrica orientale

## Tassonomia
Al 2014 non sono note sottospecie e dal 2014 non sono stati esaminati nuovi esemplari.